# Idioma otomaco
El otomaco es una lengua extinta de los Llanos de Venezuela.

## Documentación
El otomaco sólo se conoce a partir de un manuscrito escrito por el padre Gerónimo José de Luzena, fechado en diciembre de 1788, que actualmente se conserva en la biblioteca el Palacio Real de Madrid. La lista de palabras fue analizada en detalle por A. Rosenblat (1936).

## Clasificación
Posteriormente, Loukotka (1968) comparó la lista de Rosenblat con el vocabulario del taparita, encontrando numerosas coincidencias (ver lenguas otomaco-taparita. Loukotka también encontró un parentesco probable con el maiba (o amaygua), otra lengua extinta poco documentada que se hablaba antiguamente en el estado Apure de Venezuela, entre los ríos Cunaviche y Capanaparo.